# Каратогай (Шалкарський район)
Каратога́й (каз. Қаратоғай) — село у складі Шалкарського району Актюбінської області Казахстану. Адміністративний центр Шетіргізького сільського округу.
У радянські часи село називалось Шетіргіз.
Населення — 462 особи (2021; 443 у 2009, 536 у 1999, 999 у 1989).